# 馬先登
馬先登（1807年—1876年），字伯岸，號龍坊。陕西大荔縣東小坡人，清朝政治人物。

## 生平
馬先登幼時家貧，其父開館授業時，先登也隨其讀書。後來家境更加貧寒，經常斷炊，但其父對其期盼殷切，十六歲即使其的就學於陕西大儒李時齋門下。十年之間，先登通讀歷代經籍文章，文采飛揚。
道光二十六年（1846年），馬先登於丙午科鄉試中舉人，二十七年（1847年）丁未科連捷會試，殿試位列三甲第五十一名，與名臣張之萬、徐樹銘、李鴻章、沈葆楨、馬新貽等同榜，賜同進士出身。分派河南即用知縣，歷署陽武，補永寧，又因軍務緊急回鄉勸捐，並辦理河工。後被保舉出任直隸州知州，升懷慶知府，在任九年，調往開封。曾兩次護送越南朝貢使者。不久，候補道員，加布政使銜。
告歸之後閒居十年，受知府文泰初聘用，主豐登講席，兼修《同州府續志》。亦曾彙其先代遺集、刊為《馬氏叢書》。
馬先登有自編年譜，名《告存漫叟年譜》，又名《漫叟自訂年譜》，有光緒十五年刻本，藏於中國國家圖書館。

## 家族
伏波將軍馬援的後代，與越南朝貢使者交流過其先祖的文化。
父馬腾蛟為諸生，以教授童蒙為生。

## 著作
輯《燼餘志過錄》二卷，撰有《勿待軒文集存稿》不分卷，《再送越南貢使日記》一卷及《鍾情志痛編》。其主纂之光緒《同州府續志》，對當地文化貢獻甚大。

## 著述
- 燼餘志過錄: 2卷, Volumes 11-20 (敦倫堂) 1870